# NGC 249
NGC 249 est une nébuleuse en émission située dans le Petit Nuage de Magellan (PNM), donc à environ 199 000 années-lumière de nous.
Elle a été découverte par l'astronome écossais James Dunlop en 1826.

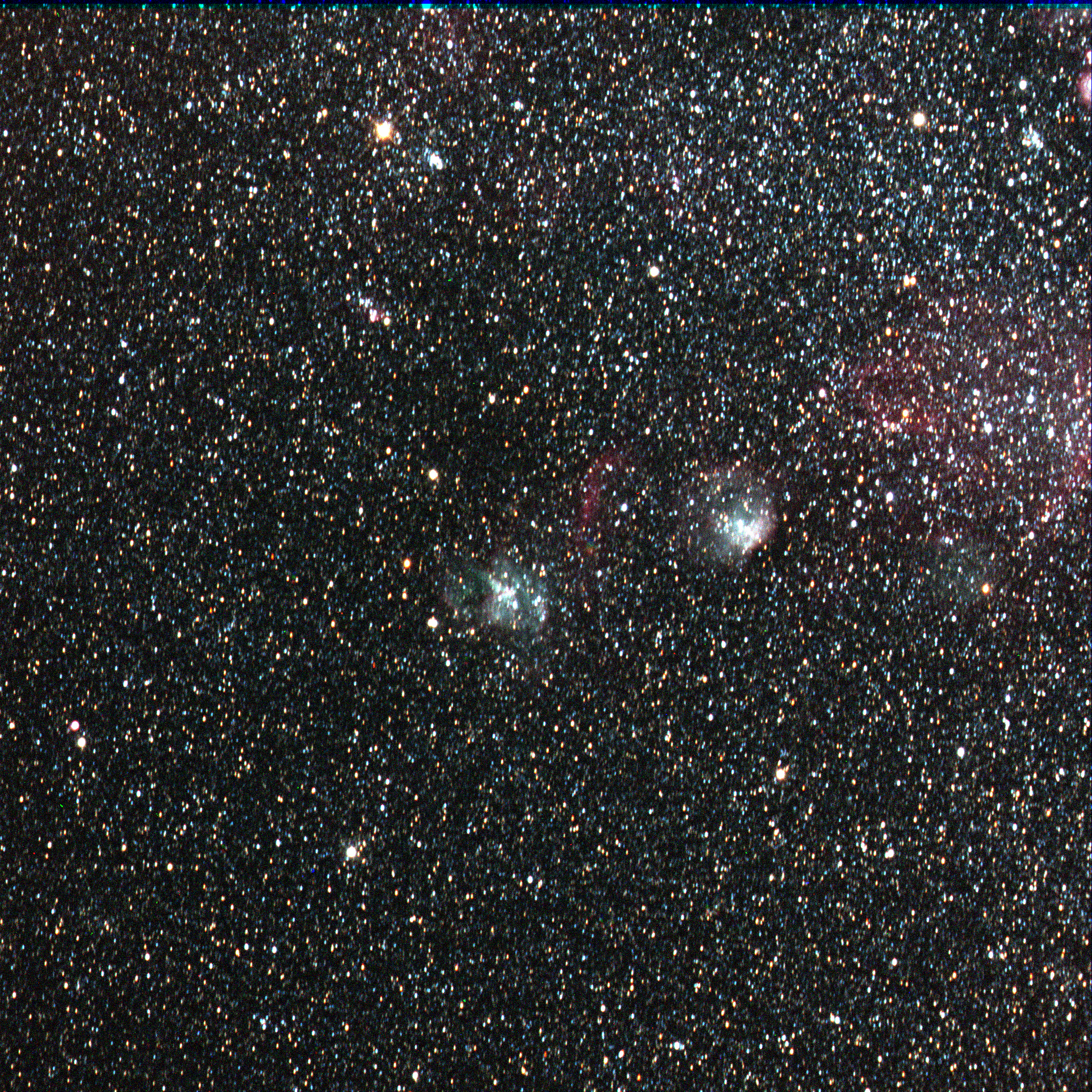
NGC 249 par le télescope PROMPT à l'Observatoire interaméricain du Cerro Tololo.

De nombreuses nébuleuses en émission sont présentes dans cette région du PNM, comme le montre cette image publiée sur le site du département de physique du Texas Tech University.